# Palonai
Palonai är en ort i Litauen. Den ligger i den centrala delen av landet, 140 km nordväst om huvudstaden Vilnius. Palonai ligger 86 meter över havet och antalet invånare är 441.
Terrängen runt Palonai är platt, och sluttar österut. Runt Palonai är det ganska glesbefolkat, med 34 invånare per kvadratkilometer. Närmaste större samhälle är Šeduva, 11,7 km norr om Palonai. Omgivningarna runt Palonai är en mosaik av jordbruksmark och naturlig växtlighet.